# Korba
Korba là một thành phố và là nơi đặt hội đồng thành phố (municipal corporation) của quận Korba thuộc bang Chhattisgarh, Ấn Độ.

## Địa lý
Korba có vị trí 22°21′B 82°41′Đ / 22,35°B 82,68°Đ Nó có độ cao trung bình là 252 mét (826 feet).

## Nhân khẩu
Theo điều tra dân số năm 2001 của Ấn Độ, Korba có dân số 315.695 người. Phái nam chiếm 52% tổng số dân và phái nữ chiếm 48%. Korba có tỷ lệ 69% biết đọc biết viết, cao hơn tỷ lệ trung bình toàn quốc là 59,5%: tỷ lệ cho phái nam là 77%, và tỷ lệ cho phái nữ là 59%. Tại Korba, 14% dân số nhỏ hơn 6 tuổi.